# Municipio de San Francisco del Mar
El municipio de San Francisco del Mar es uno de los 570 municipios que conforman al estado mexicano de Oaxaca. Pertenece al distrito de Juchitán, dentro de la región istmo. Su cabecera es la localidad homónima.

## Geografía
El municipio tiene una extensión territorial de 680.417 kilómetros cuadrados que representan el 0.73% del territorio total de Oaxaca. Se encuentra localizado en el extremo sureste del estado de Oaxaca, siendo parte de su territorio las extensas barras que separan la Laguna Inferior y el Mar Muerto del Golfo de Tehuantepec en el océano Pacífico. Tiene como coordenadas geográficas extremas 16°0′ - 16°25′ de latitud norte y 93°59′ - 94°45′ de longitud oeste, y la altitud del territorio va de 0 a 200 metros sobre el nivel del mar.
Su territorio limita al oeste y noroeste con el municipio de San Dionisio del Mar, al norte con el municipio de San Francisco Ixhuatán, el municipio de Reforma de Pineda, el municipio de Santo Domingo Zanatepec y el municipio de San Pedro Tapanatepec, todo su extremo sur corresponde a la costa en el Golfo de Tehuantepec. Al extremo sureste limita con los municipios de Arriaga y Tonalá del estado de Chiapas.

## Demografía
De acuerdo a los resultados del Censo de Población y Vivienda realizado en 2010 por el Instituto Nacional de Estadística y Geografía; la población total del municipio de San Francisco del Mar es de 8 710 habitantes, de los cuales 4 374 son hombres y 4 336 son mujeres.
La densidad de población asciende a un total de 10.63 personas por kilómetro cuadrado.

### Localidades
El municipio incluye en su territorio un total de 37 localidades. Las principales, considerando su población del censo de 2020 son:
| Localidad                          | Población (2020) |
| ---------------------------------- | ---------------- |
| San Francisco del Mar              | 5 461            |
| San Francisco del Mar Pueblo Viejo | 931              |
| Santa Rita (Santa Rita del Mar)    | 607              |
| Santa Cruz                         | 313              |
| Colonia Villanueva                 | 183              |
| Puerto Estero                      | 125              |
| Total municipio                    | 8 710            |

## Política
El gobierno del municipio de San Francisco del Mar se rige por principio de usos y costumbres a partir de 2014, mismo que se encuentra vigente en un total de 424 municipios del estado de Oaxaca y en las cuales la elección de autoridades se realiza mediante las tradiciones locales y sin la intervención de los partidos políticos. 
El ayuntamiento de San Francisco del Mar está integrado por el presidente municipal, un síndico y un cabildo integrado por cinco regidores.

### Representación legislativa
Para la elección de diputados locales al Congreso de Oaxaca y de diputados federales a la Cámara de Diputados federal, el municipio de San Francisco del Mar se encuentra integrado en los siguientes distritos electorales:
Local:
- Distrito electoral local de 20 de Oaxaca con cabecera en Heroica Ciudad de Juchitán de Zaragoza.[4]

Federal:
- Distrito electoral federal 7 de Oaxaca con cabecera en Ciudad Ixtepec.[5]

## Presidentes municipales
| Nombre                   | Período     | Partido |
| ------------------------ | ----------- | ------- |
| Froilan Gaspar Pedro     | 2016 - 2018 |         |
| Juan Carlos Vargas Gómez | 2019 - 2021 |         |
| Pedro Enríquez Martínez  | 2022 - 2024 |         |
| Pedro Coheto Montero     | 2025 - 2027 |         |